# Bohdan Kobeć
Bohdan Ołeksandrowycz Kobeć (ukr. Богдан Олександрович Кобець; ur. 7 lipca 1982) – ukraiński piłkarz, grający na pozycji obrońcy, a wcześniej pomocnika.

## Kariera piłkarska

### Kariera klubowa
Pierwszym profesjonalnym klubem w karierze był Ełektrometałurh-NZF Nikopol. Od maja do końca 2006 roku bronił barw Podilla Chmielnicki. W następnym roku przeszedł do Spartaka Iwano-Frankowsk, a 2 lipca 2007 przeniósł się do Desny Czernihów.